# 야코역
야코역(일본어: 矢向駅, やこうえき)은 일본 가나가와현 요코하마시 쓰루미구에 있는 동일본 여객철도(JR 동일본) 난부 선의 철도역이다.

## 역 구조
- 단선 승강장 1면 1선과 섬식 승강장 1면 2선의 계 2면 3선의 지상역.
- 1번선(다치카와 방면) 승강장의 가와사키 쪽에 역사가 있다.
- 3번선 승강장은 시발 열차가 사용한다.
- 3번선에 인접해 유치선이 있다.

### 타는 곳
| 1 | ■ 난부 선 | 무사시코스기, 무사시미조노쿠치, 노보리토, 다치카와 방면 |
| 2 | ■ 난부 선 | 가와사키 방면                                           |
| 3 | ■ 난부 선 | 가와사키 방면(시발 열차)                                |

## 이용 상황
2008년도의 이 역의 1일 평균 승차 인원수는 15,788명이었다.

## 역사
- 1927년 11월 1일 - 난부 철도 가와사키역 - 노보리토역 간의 개통시에 개업. 당역 - 가와사키카시 역 간의 화물 지선도 개통.
- 1944년 4월 1일 - 난부 철도의 국유화에 의해 일본국유철도 난부 선의 역이 된다.
- 1972년 5월 25일 - 화물 취급을 폐지. 당역 - 가와사키카시 역 간의 화물 지선이 폐지된다.
- 1987년 4월 1일 - 국철 분할 민영화에 의해 동일본 여객철도 난부 선의 역이 된다.

## 인접한 역
| 동일본 여객철도 난부 선  | 동일본 여객철도 난부 선 | 동일본 여객철도 난부 선      |
| ------------------------ | ----------------------- | ---------------------------- |
| JN 02 싯테 가와사키 방면 | 난부 선                 | JN 04 가시마다 다치카와 방면 |